# 杜布里夫卡 (杜布諾區)
50°28′1″N 25°51′17″E / 50.46694°N 25.85472°E
杜布里夫卡（烏克蘭語：Дубрівка），是烏克蘭的村落，位於該國西北部羅夫諾州，由杜布諾區負責管轄，面積0.64平方公里，2001年人口448，人口密度每平方公里695.7人。